# Jody Anschutz
Jody Anschutz, född 18 oktober 1962 i Minneapolis i Minnesota, är en amerikansk professionell golfspelare. Fram till 1989 spelade hon som ogift under namnet Jody Rosenthal.
Anschutz började att spela golf då hon var nio år gammal. Hon hade en framgångsrik amatörkarriär och under sin studietid vid University of Tulsa vann hon sju tävlingar. Hon betraktar själv sin seger år 1984 British Amateur Championship och deltagandet i 1984 års Curtis Cup och World Amateur som de största framgångarna i sin karriär. Innan hon blev medlem på den amerikanska LPGA-touren hade hon deltagit i US Womens Open tre gånger och Nabisco Dinah Shore en gång.
Hon blev medlem på den amerikanska LPGA-touren 1986 och samma år utsågs hon till årets nykomling av LPGA. Hon har fram till slutet av 2005 en seger och det var i majortävlingen du Maurier Classic 1987.